# Ильц (Штирия)
Ильц (нем. Ilz (Steiermark)) — ярмарочный посёлок в Австрии, расположен в федеральной земле Штирия.
Входит в состав округа Фюрстенфельд. Население составляет 3753 человек (на 1 января 2015 года). Занимает площадь 39,3 км².

## Политическая ситуация
Бургомистр коммуны — Ханнес Фюрндрат (АНП) по результатам выборов 2005 года.
Совет представителей коммуны (нем. Gemeinderat) состоит из 21 мест.
- АНП занимает 10 мест.
- СДПА занимает 1 местo.
- Gemeindeliste Team Friedheim занимает 10 мест.